# حفل توزيع جوائز الأوسكار السابع
أقيم حفل توزيع جوائز الأوسكار السابع (بالإنجليزية: 7th Academy Awards)‏ يوم 27 فبراير 1935 في فندق بيلتمور في لوس أنجلوس بضيافة ايرفين كوب وفي هذه الدورة، حاز فيلم حدث ذات ليلة على جائزة أفضل فيلم. كما حصل فيلم ليلة من الحب على أكبر عدد من الترشيحات، في حين كانت أكثر الجوائز من نصيب فيلم حدث ذلك ليلة واحدة .

## روابط خارجية
- حفل توزيع جوائز الأوسكار السابع على موقع IMDb (الإنجليزية)
- حفل توزيع جوائز الأوسكار السابع على موقع ميوزك برينز (الإنجليزية)